# Coprophanaeus lancifer
Coprophanaeus lancifer es una especie de escarabajo del género Coprophanaeus, familia Scarabaeidae. Fue descrita científicamente por Linné en 1767.
Se distribuye por Brasil, Guayana Francesa y Surinam. Mide aproximadamente 30-56 milímetros de longitud.